# Gut Rodehorst
Gut Rodehorst, auch Haus Rodehorst, ist ein historischer Gutshof in der Niederung der Issel in Hamminkeln-Wertherbruch. Es wurde erstmals im 14. Jahrhundert erwähnt, erhielt im 17. Jahrhundert im Wesentlichen seine heutige barocke Gestalt. Es ist heute ein privates Wohnhaus.  

## Lage
Der Gutshof liegt am nordöstlichen Ende der Rodehorster Allee, deren Hausnummer 11 er trägt, und am Isseldeich, über den er erschlossen wird. Das Haupthaus und ihm zugehörige Nebengebäude sind von einer Gräfte umgeben, an die in östlicher Richtung das Naturschutzgebiet Isselniederung angrenzt.

## Beschreibung
Das Haupthaus ist ein zweigeschossiger massiver Ziegelbau, dessen Hauptfassade durch fünf Fensterachsen symmetrisch gegliedert wird. Der Haupteingang liegt in der Mittelachse. Über dem Hauptgesims erhebt sich ein barockes Ziegelwalmdach, auf dessen First mittig ein kleiner offener Dachreiter mit Glocke angeordnet ist. Den First flankieren zwei schlichte Schornsteine aus Ziegel. Die Fenster sind in weiße Holzrahmen eingebaut, zeigen ein stehendes Format mit Fensterkreuzen und Horizontalsprossen und weisen grüne, kassettierte Fensterläden auf. Auf der Nordflanke des Haupthauses liegt ein zweigeschossiger, pavillonartiger Anbau aus Ziegelmauerwerk mit Walmdach. Umgeben ist das Haus von einer großzügigen Gartenanlage mit Rasenflächen und großkronigem Baumbestand. Auf der nach Osten weisenden Rückseite des Hauses befindet sich ein formaler Garten mit geschnittenen Hecken und Beeten.

## Geschichte
Erste Erwähnung fand das Haus, dessen Name auf einen gerodeten Horst hindeutet, in den Jahren 1386/1387, als ein Claws Gelkens aus Rodehorst an die Herren von Culemborg, die Eigentümer der Burg Werth, Zahlungen leistete. Später war es im Besitz einer Familie von Wittenhorst. In den 1570er Jahren diente das Haus als Amtssitz des Rentmeisters von Wertherbruch, Hermann van Würtzhausen. Als um 1581 spanische Soldaten die Bauerschaft Wertherbruch im Rahmen des Achtzigjährigen Kriegs brandschatzten und verwüsteten, wurde auch das Gut Rodehorst zerstört. Nachdem Christian ter Huetten die Anlage gepachtet und ihren Wiederaufbau begonnen hatte, erlitt das Haus im Jahr 1631 einen großen Schaden durch ein Unwetter. Im Laufe des 17. Jahrhunderts, in dem die Pächter mehrfach wechselten, erhielt das Gebäude sein heutiges Aussehen. 1715 erwarb der preußische Generalfeldmarschall Alexander Hermann von Wartensleben die Bauernschaft Wertherbruch. Das Gut Rodehorst diente seither als Sitz der Amtsmänner der Grafen von Wartensleben. 1805 kauften der Amtsmann Friedrich Wilhelm Hermanni (1755–1816) und dessen Frau Catharina Henrietta, geborene Roß, dem Grafen von Wartensleben das Gut für 11.500 Reichstaler ab. Deren Nachfahren, die dort um 1880 ein Pensionat für Nervenkranke mit August Philipp Ottokar Meyer als dirigierendem Arzt betrieben hatten, verkauften das Haus 1917 an Wolfgang Andreas Reuter, den Gründer der Duisburger Demag, der es als Landsitz nutzte. Im Verlauf des 20. Jahrhunderts wechselte der Besitz mehrfach. 1998 wurde das Haus unter Denkmalschutz gestellt.